# Rinxent
Rinxent (Nederlands: Erningsem) is een gemeente in het Franse departement Pas-de-Calais (regio Hauts-de-France). De plaats maakt deel uit van het arrondissement Boulogne-sur-Mer. Rinxent telde op 1 januari 2022 3.007 inwoners.
In een ver verleden had het dorp een Vlaamsklinkende naam; in de 12e eeuw werd o.a. Renninghe[s]hem, Erningasem, Rinninghessem, Renningesem geschreven; vervolgens werd de plaats Rinquesent genoemd. De huidige naam is een fonetische nabootsing daarvan in het Frans.

## Geografie
De oppervlakte van Rinxent bedroeg op 1 januari 2022 8,38 vierkante kilometer; de bevolkingsdichtheid was toen 358,8 inwoners per km².

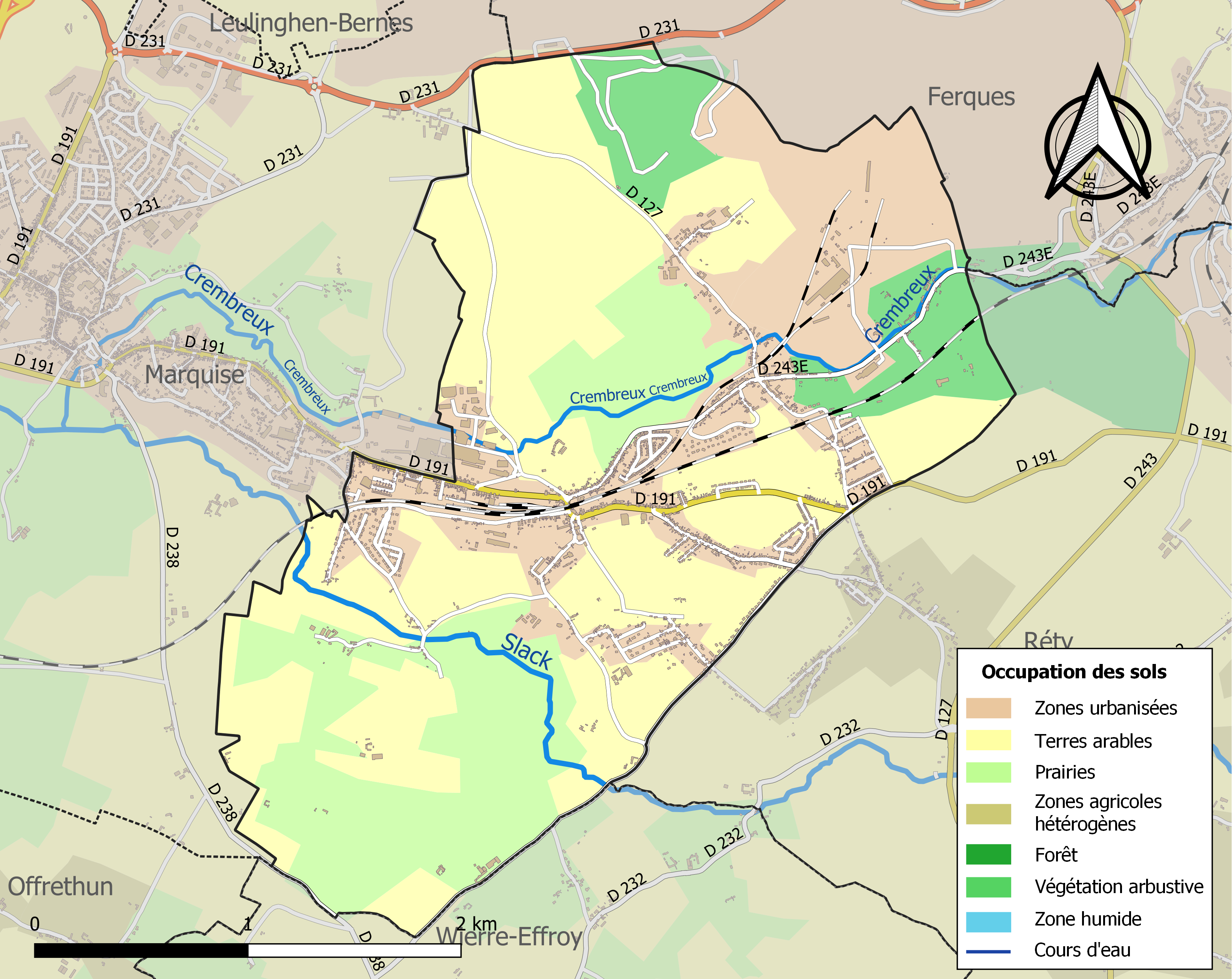
Kaart van de gemeente met belangrijkste infrastructuur, bodemgebruik en omliggende gemeenten

## Verkeer en vervoer
In de gemeente ligt spoorwegstation Marquise-Rinxent.

## Demografie
Onderstaande figuur toont het verloop van het inwonertal (bron: INSEE-tellingen).